# Мотовоз

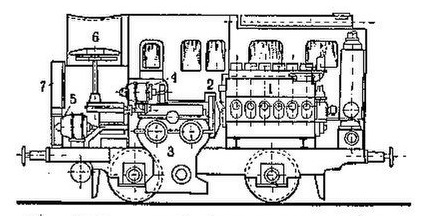
Устройство мотовоза, БСЭ, 1938 год
1 — двигатель,
2 — главная фрикционная муфта (сцепление),
3 — коробка скоростей (механическая передача),
4 — генератор постоянного тока,
5 — стартер,
6 — вентилятор холодильника (7) для воды

Мотовоз — локомотив с двигателем внутреннего сгорания небольшой мощности (до 220 кВт) для маневровых и вспомогательных работ на магистральных, подъездных и других железнодорожных путях.

## Основные сведения
В связи с расширением железнодорожной сети в мире для определённых видов работ на ней возникла потребность в небольших железнодорожных транспортных средствах, так появились дрезины, паровозо-вагоны, моторные вагоны и так далее, в том числе и мотовозы (по аналогии с паровозом).  
Первоначально мотовозы имели только механическую передачу, аналогичную автомобильной; но так как мотовозу требуется движение в обоих направлениях с одинаковой скоростью — то вместо передачи заднего хода используется реверс-редуктор, в результате чего количество передач одинаково для обоих направлений движения. Начиная с 1980-х годов, термин «мотовоз» был распространён также на лёгкие локомотивы с гидравлической передачей. У многих ранних мотовозов отсутствовал пневматический тормоз, а имелся лишь механический. В последнее время наличие пневматического тормоза стало традиционным.
Мотовозы в основном используются при маневровой работе, а также на путях промышленных предприятий. Кроме того, мотовозы применяются в некоторых трамвайных хозяйствах и в метрополитене, в частности — для обслуживания гейта. В Ирландии мотовозы использовались и на малодеятельных линиях.

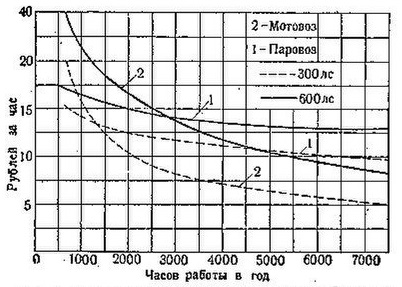
Сравнение удельной стоимости работы паровозов и мотовозов, БСЭ, 1938 год. Из графиков следует, что работа мотовоза обходится дешевле при интенсивной эксплуатации

В Советском Союзе первые мотовозы появились в конце 1920-х годов. Серийное производство мотовозов началось в 1929 году на заводе «Красный Путиловец». В тридцатых годах на Калужском машиностроительном заводе выпускались мотовозы Мг, Му, Ма и М3/2. В этих мотовозах использовались автомобильные двигатели. После Великой Отечественной войны Калужский завод выпускал мотовозы Мк215 (с 1947 года). Позднее советская промышленность выпускала мотовозы ТГК2, МПТ4 и другие. За рубежом приобретались мотовозы серий МГ1, МГ2, 700.
Для нужд узкоколейных железных дорог с шириной колеи 750 мм строились мотовозы МУЗ-4 (с 1946 года по 1956 год, построено 2 400 машин), МУЗг-4 (аналог МУЗ-4 с газогенераторной установкой), МУЗ-3Д (с дизельным двигателем), МД54 (дизельный, выпускался с 1957 года) и другие.
На Ростовской ДЖД использовался мотовоз Муг/2.
Популярность на подъездных путях получил маневровый мотовоз, который изготавливается на базе трактора. Он способен передвигать до 10 вагонов общим весом до 850 тонн, может передвигаться как по железнодорожным путям колей 1520/1435 мм, так и по автомобильным дорогам.
На рынке железнодорожной техники предоставляются не только двухосный вид мотовозов, но и самоходные четырёхосные экипажи. По своему назначению мотовозы делятся на путевые машины для служб пути, путевые машины для служб автоматики и телемеханики и тяговые единицы для маневровых работ локомотивных служб.
Большое применение в России получили мотовозы, представляющие собой самоходный двухосный экипаж, на передней консоли рамы которого располагается кабина. Силовая установка и другие агрегаты путевой машины обычно располагаются в средней части под рамой (МПТ6) либо на ней (МПТ4, ДГКУ). В зависимости от того, для выполнения каких задач предназначен, мотовоз оснащается грузоподъемным краном или (дополнительно) краном-манипулятором. Представителями данного класса являются дрезины ДГКУ, выпуск которых был прекращён в конце 80-х годов XX века, а также мотовозы семейства МПТ разных моделей и вариантов исполнения (например, МПТ4, МПТ6 исп. 4, МПТ-Г).

## Другие значения
Мотовозами в разговорной речи традиционно называются служебные пригородные поезда, используемые для перевозки персонала на российских космодромах Байконур и Плесецк, а также полигоне Капустин Яр. Это железнодорожный состав, включающий маневровый тепловоз с пассажирскими вагонами (купейными и сидячими).

## Галерея

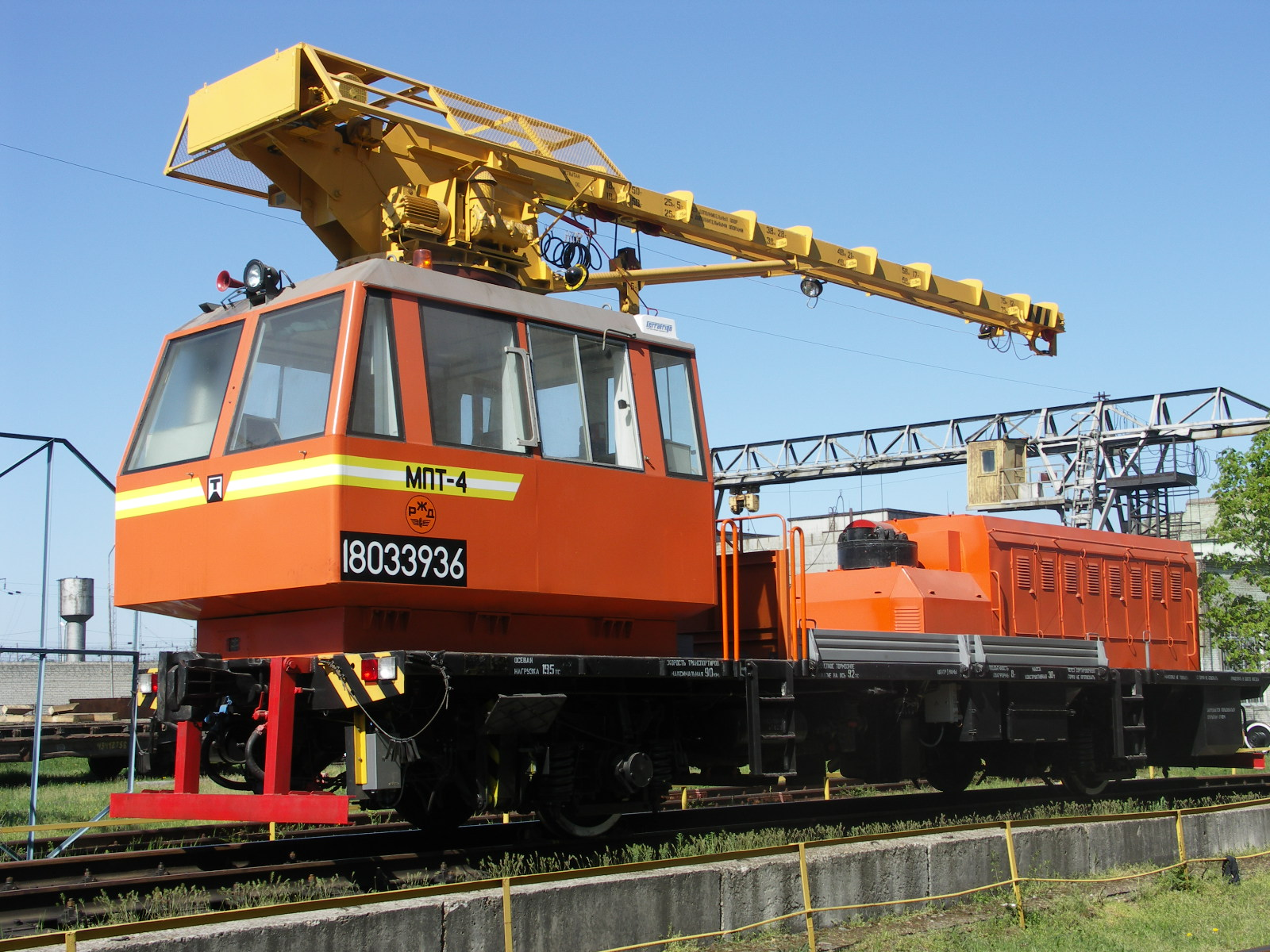
МПТ4
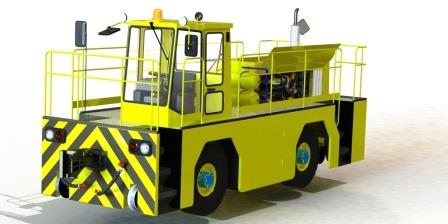
Маневровый мотовоз RETRAC-2000
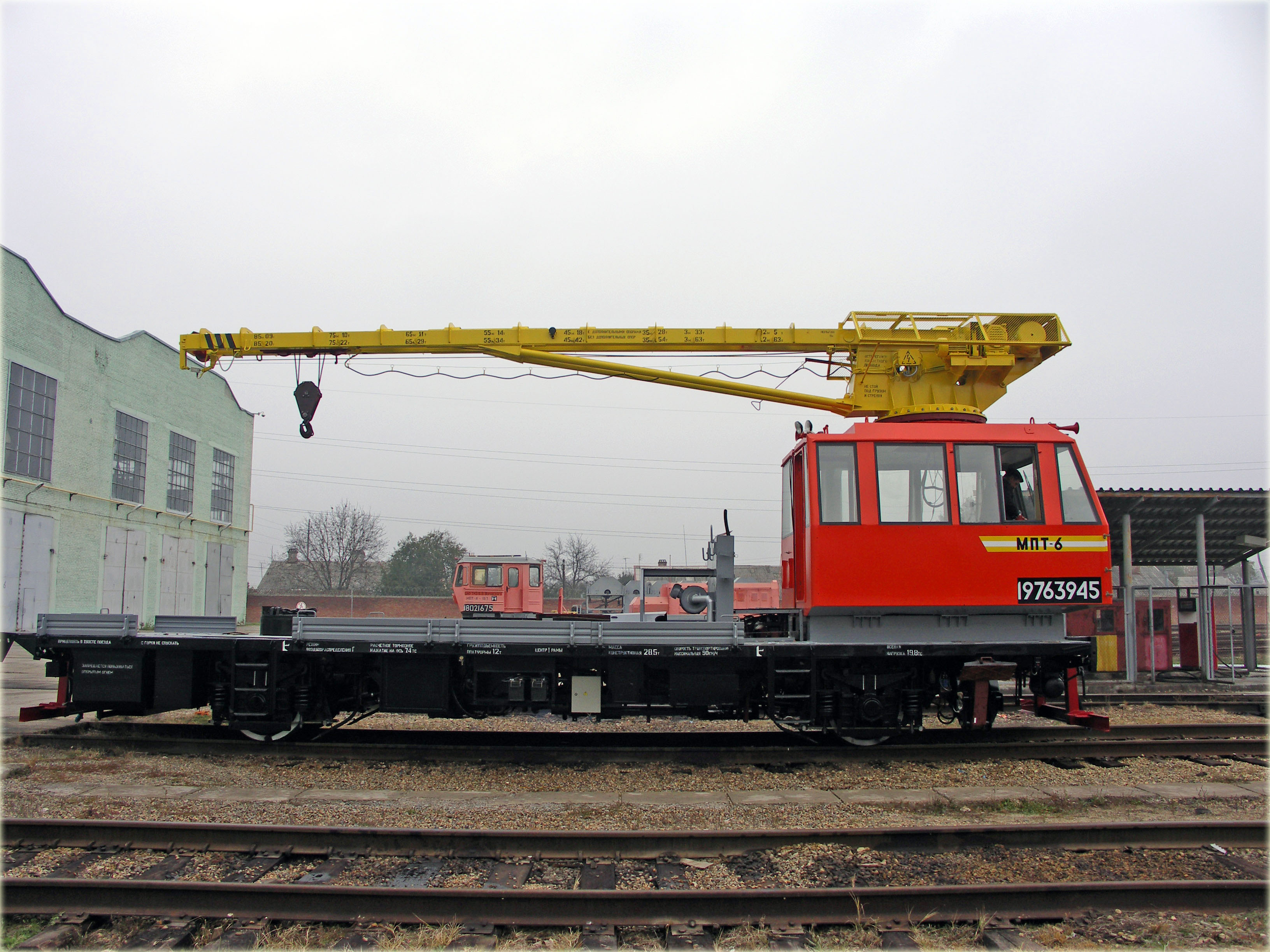
МПТ6
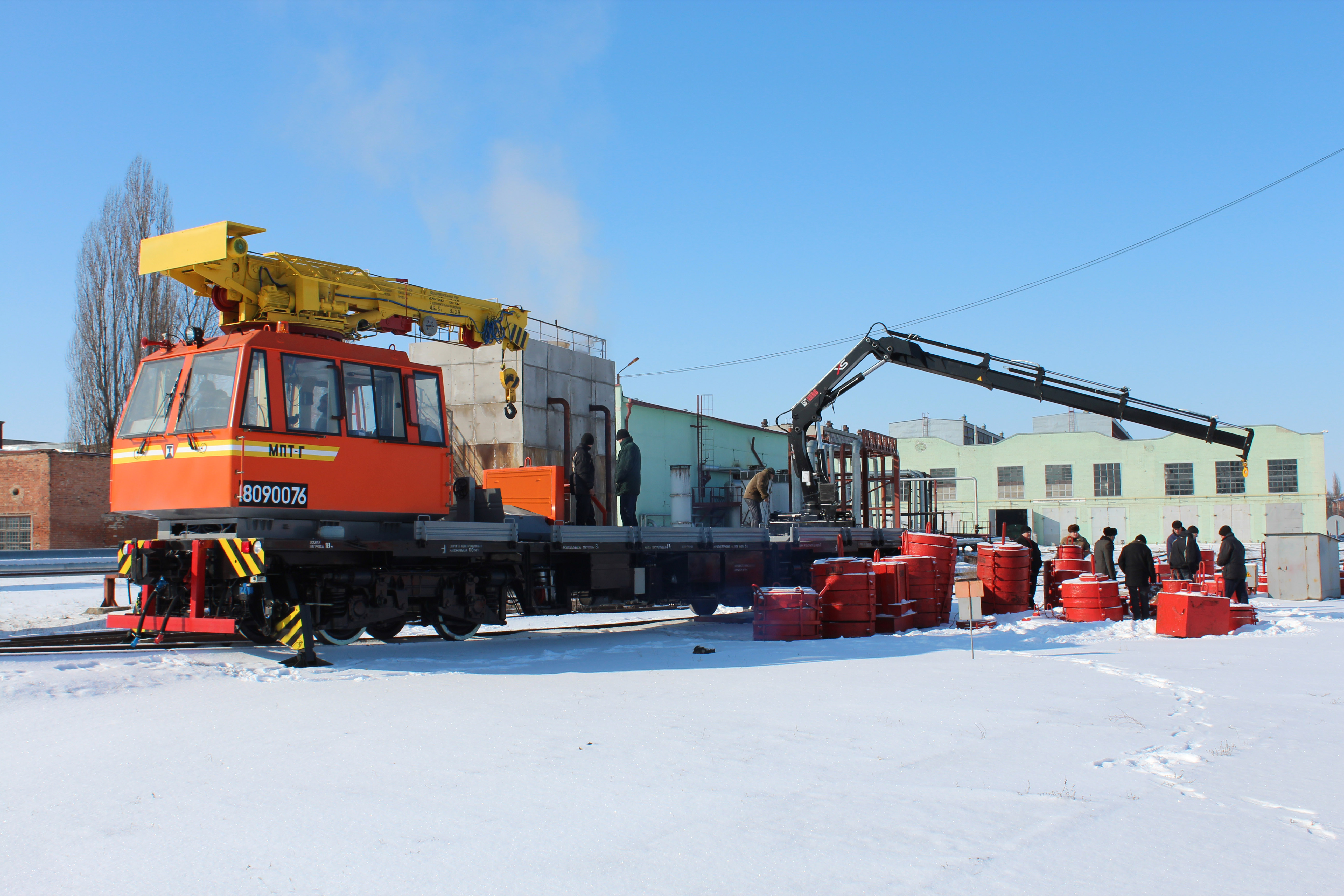
МПТ-Г
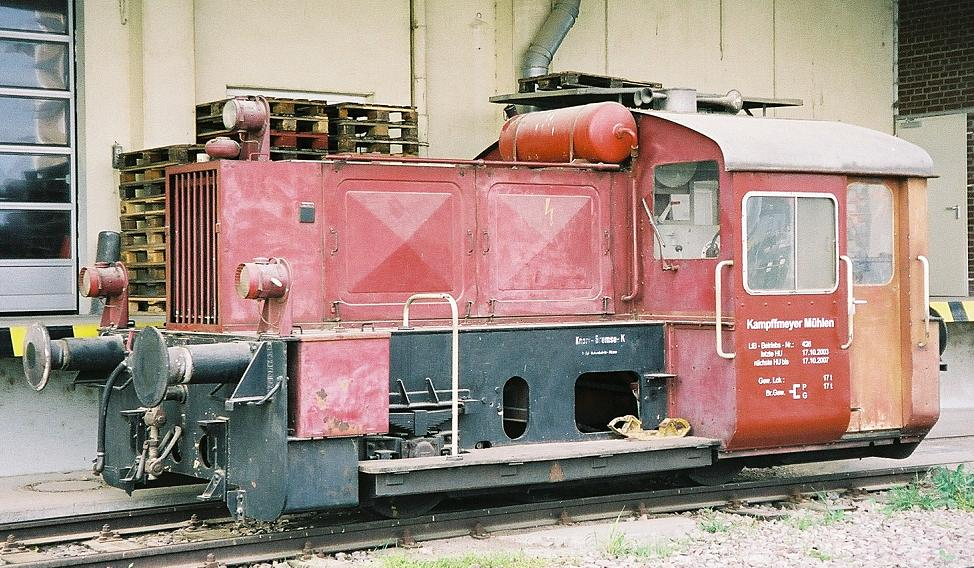
Тип 323, Германия
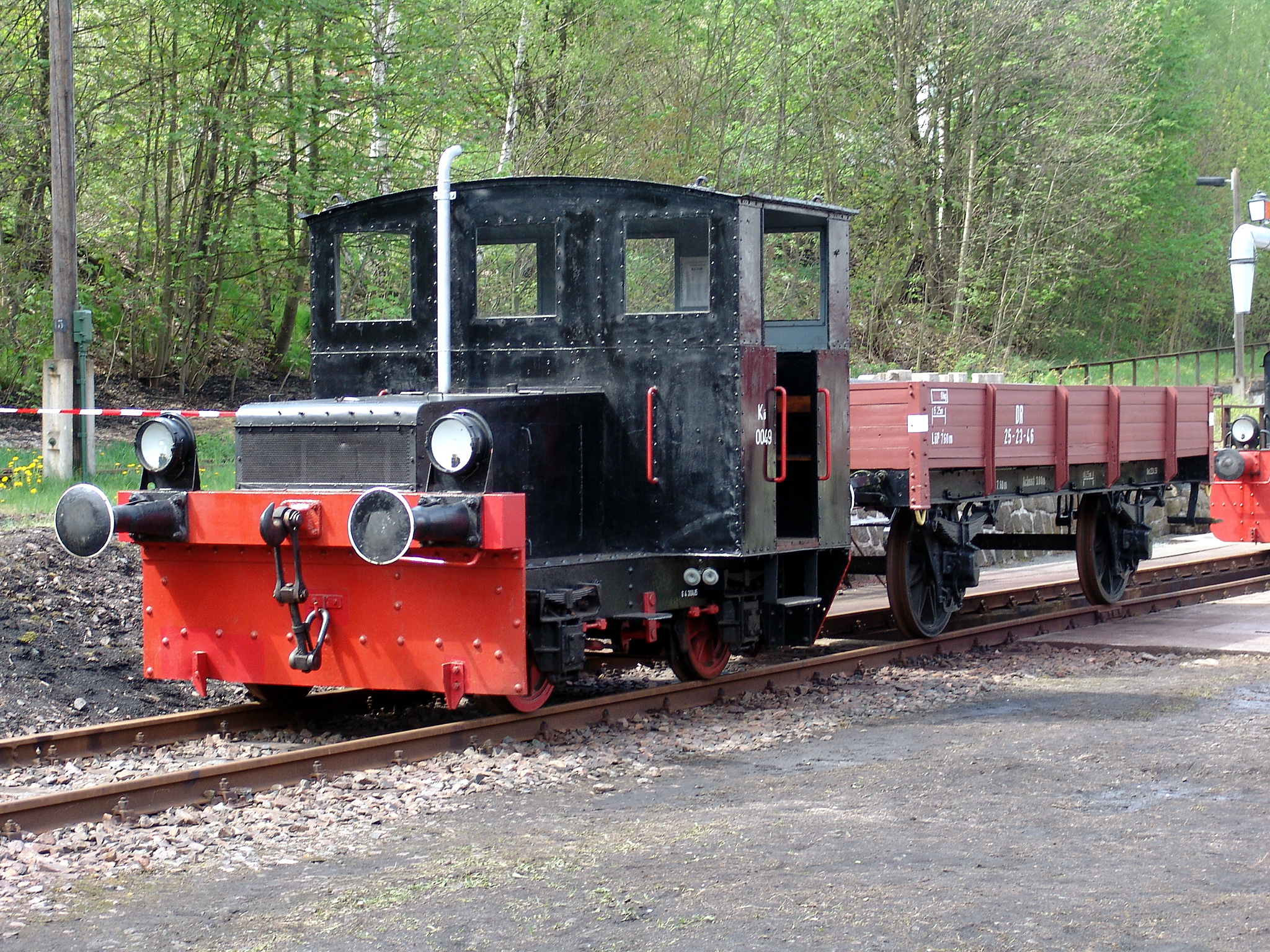
Kö 0049, Германия
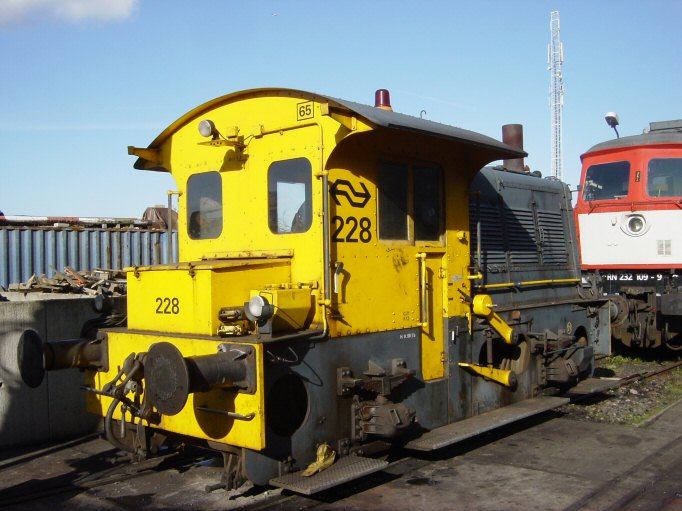
NS Class 200, Нидерланды
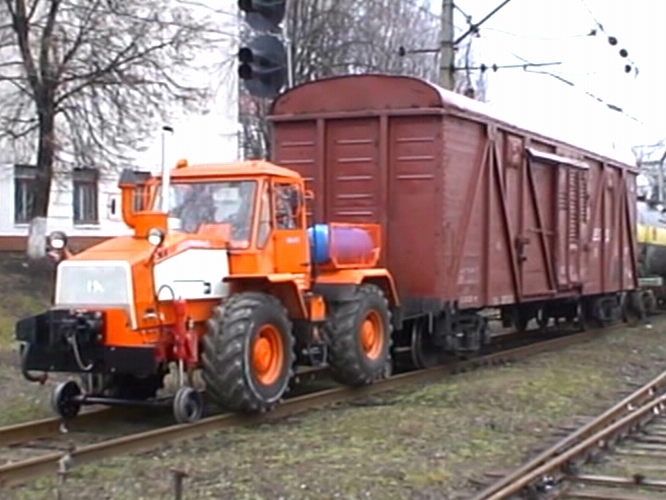
ММТ-2 на основе трактора ХТА-220